# Túmulo Trácio de Kazanlak
O Túmulo Trácio de Kazanluk (em búlgaro:  'Казанлъшка гробница') é uma tumba em formato de "colmeia" abobadada de tijolos próxima à cidade de Kazanluk na Bulgária.
A tumba é parte de uma grande necrópole Trácia. Compreende um corredor estreito e uma câmara mortuária circular, ambas decoradas com murais representando trácios em um ritual funerário. O monumento data de antes do século IV e está protegido pela UNESCO como Patrimônio Mundial desde 1979. As paredes são memoráveis pelos esplêndidos cavalos e especialmente pelos gestos de adeus, nos quais uma dupla sentada segura o pulso um do outro em um momento de ternura e igualdade. As pinturas são as obras artísticas búlgaras mais preservadas do período Helenista.
A mulher sentada nas paredes está representada no reverso da moeda búlgara de 50 stotinkas, de 2005.
A tumba está situada perto da antiga capital trácia de Seuthopolis.

## Galeria

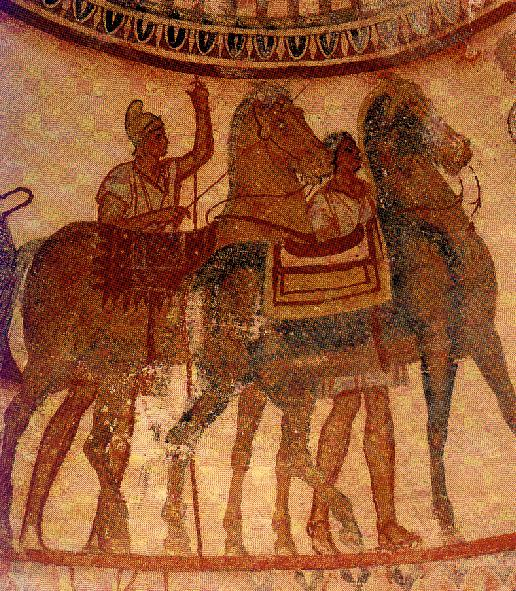
O adeus dos noivos.
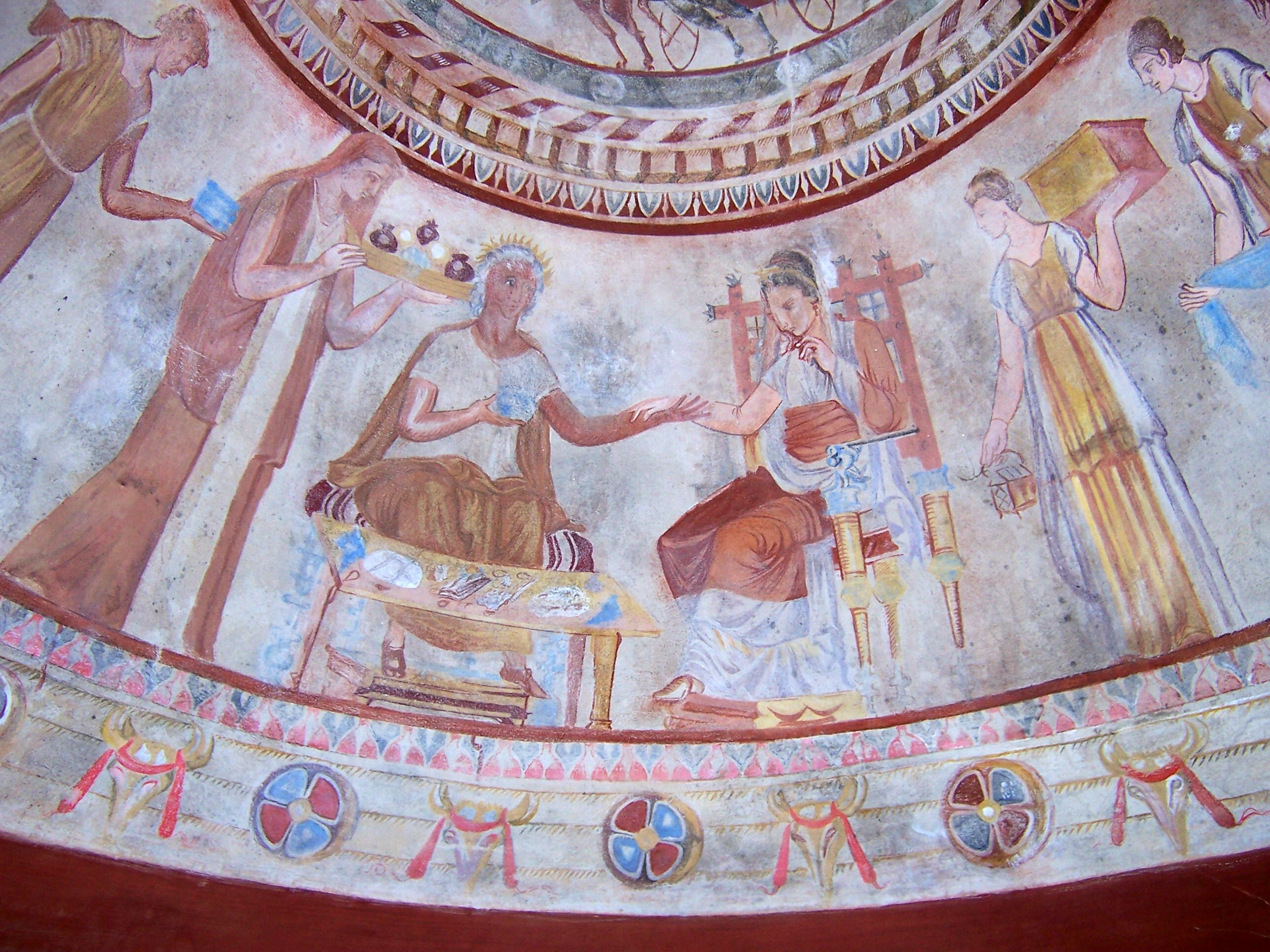
Rei e rainha trácios
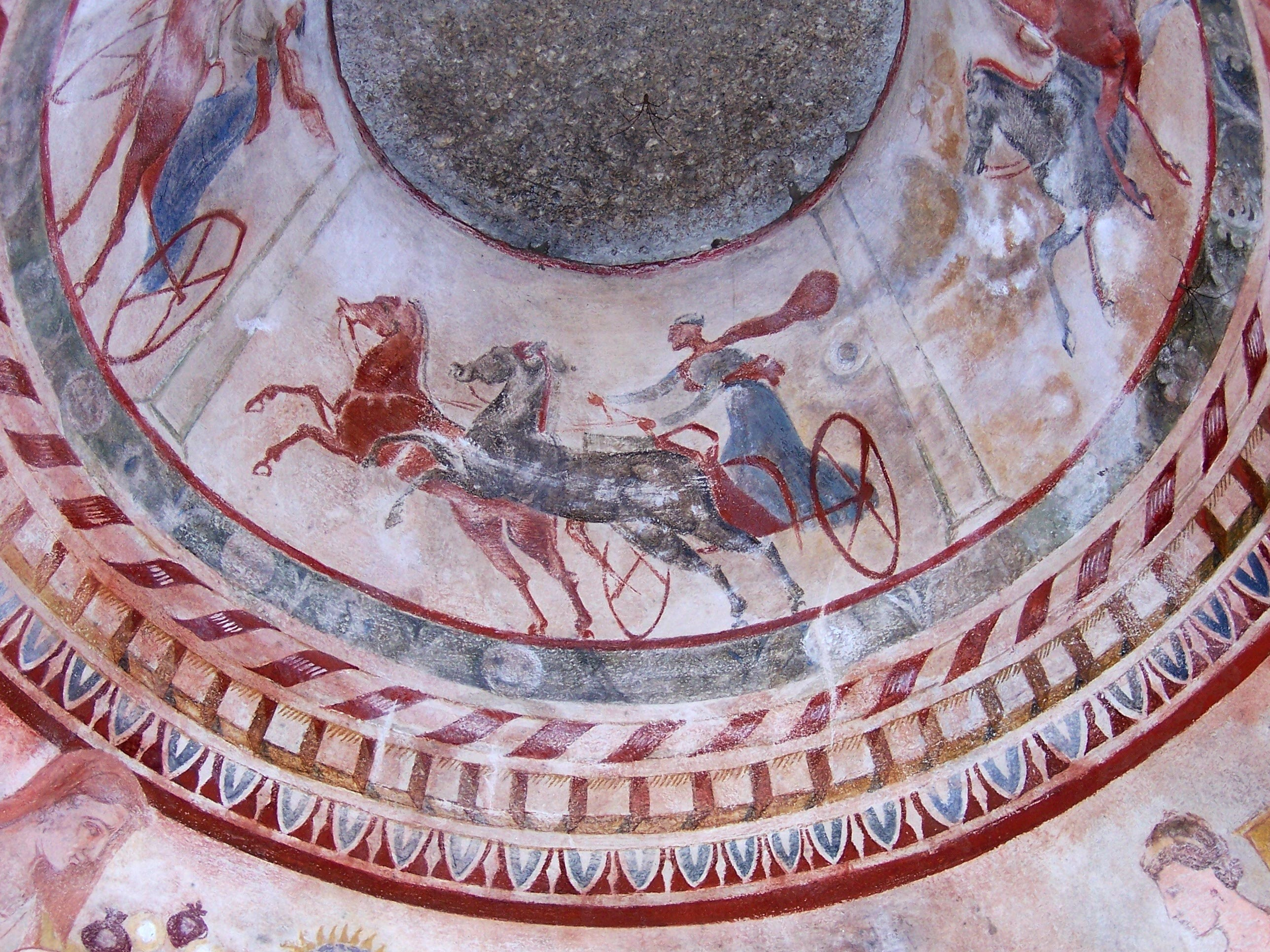
Corrida de bigas
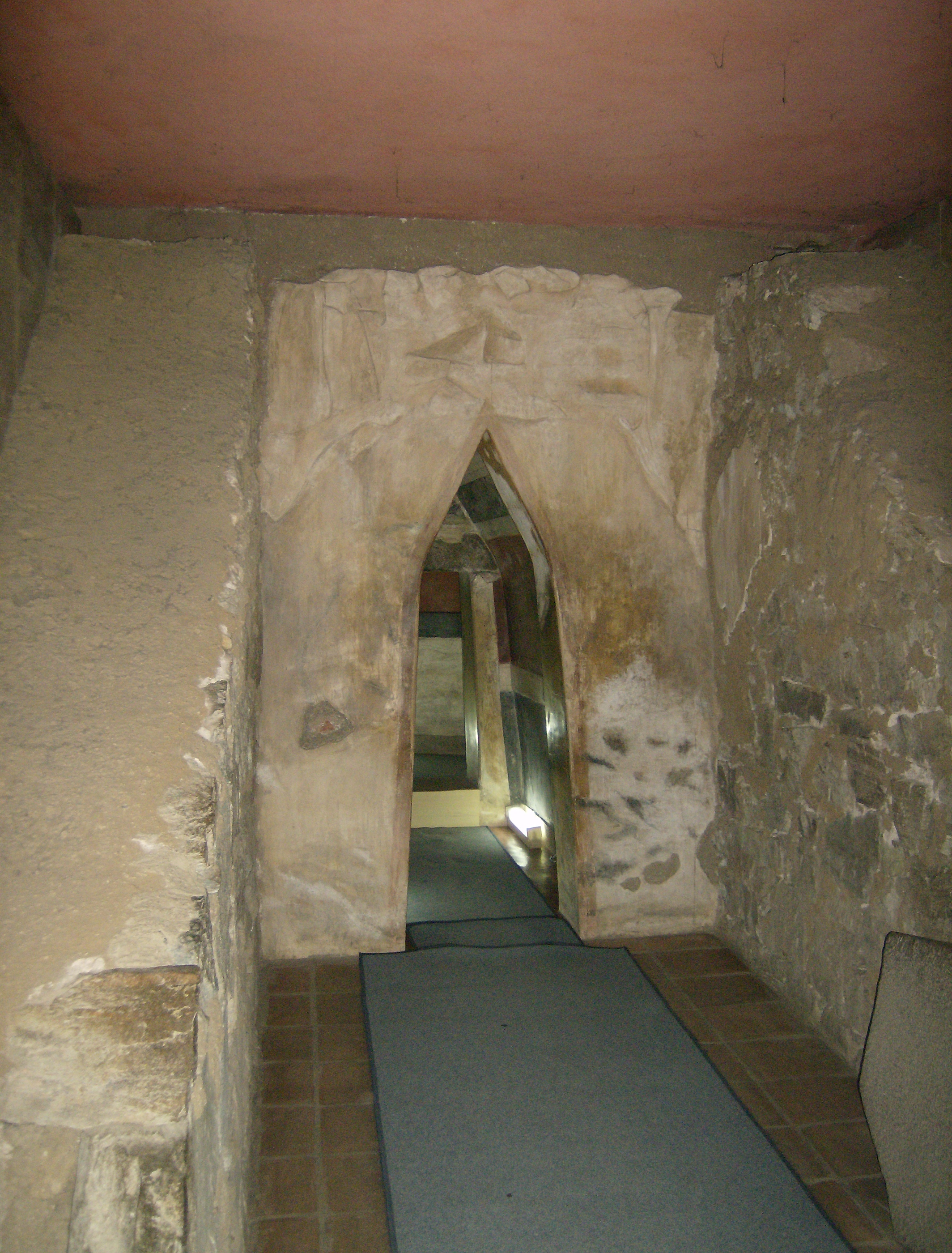
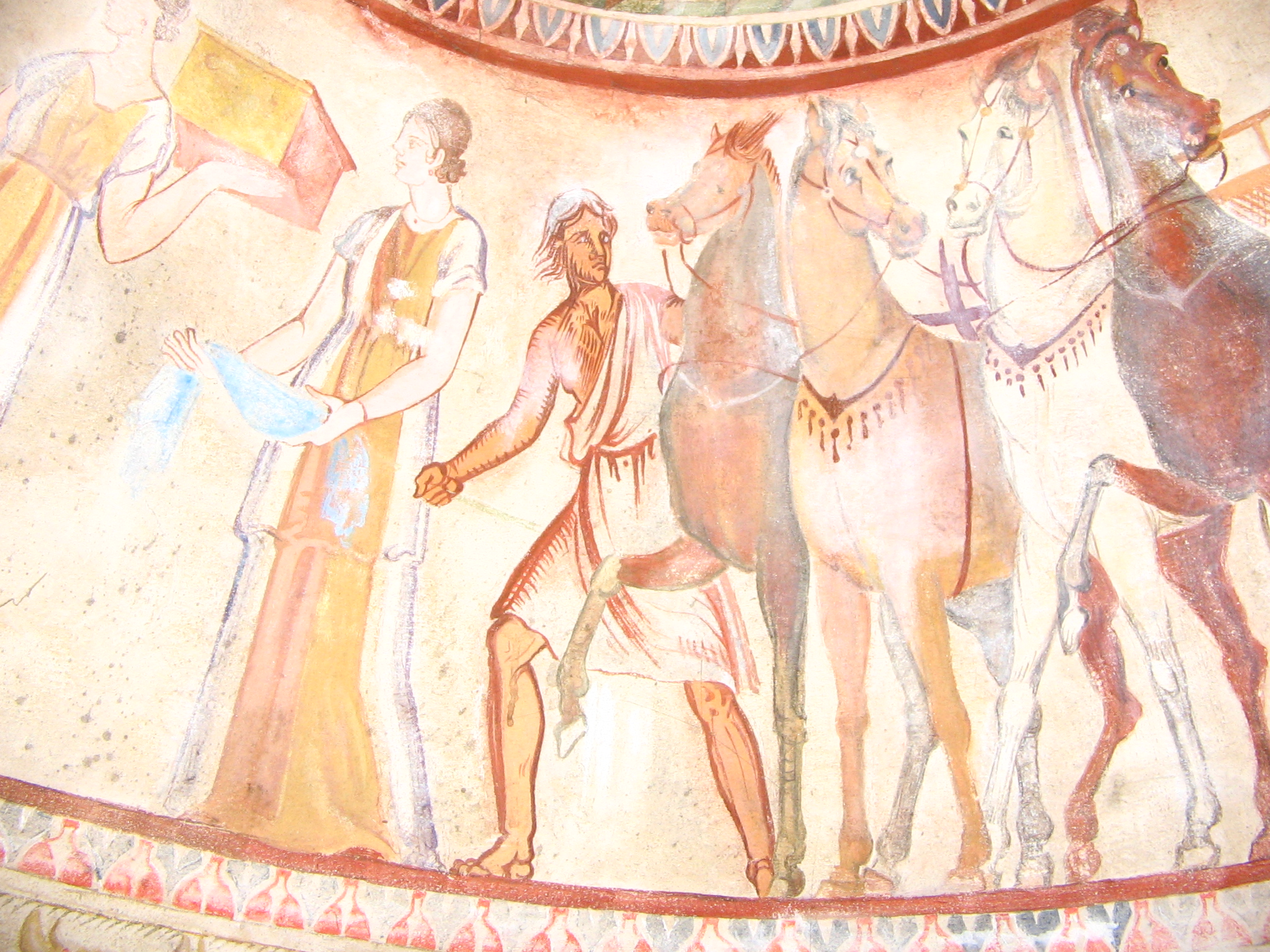
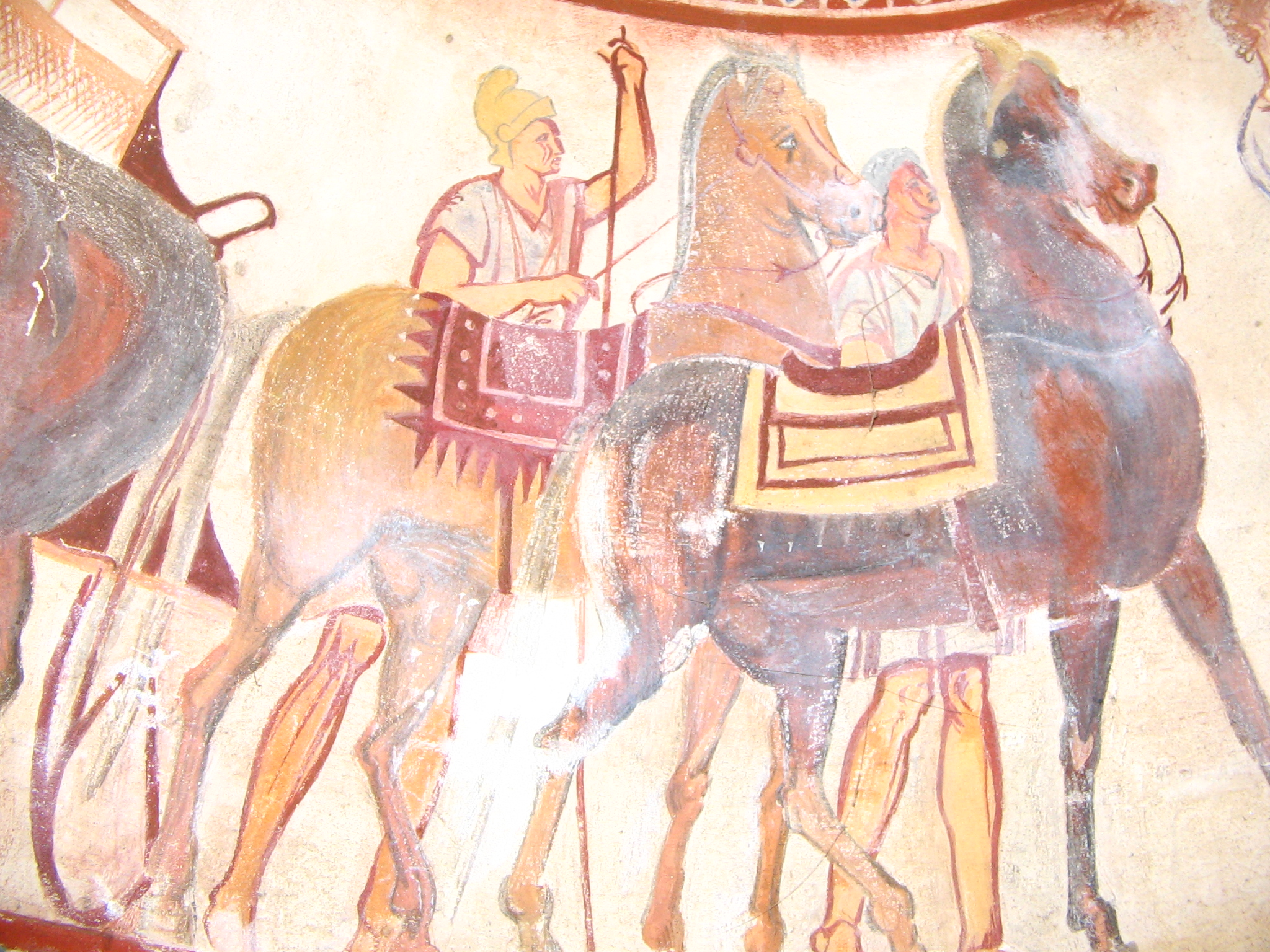
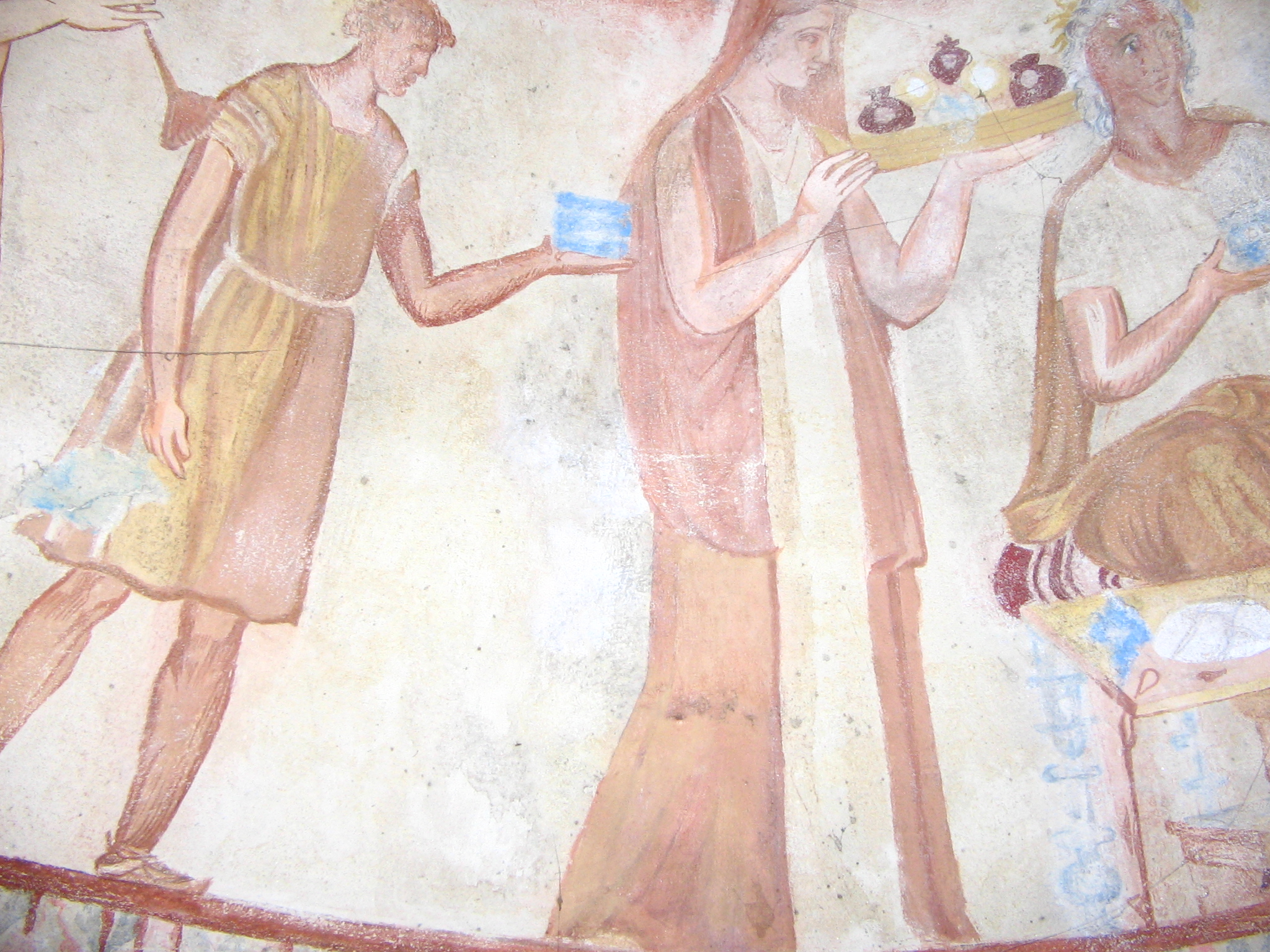
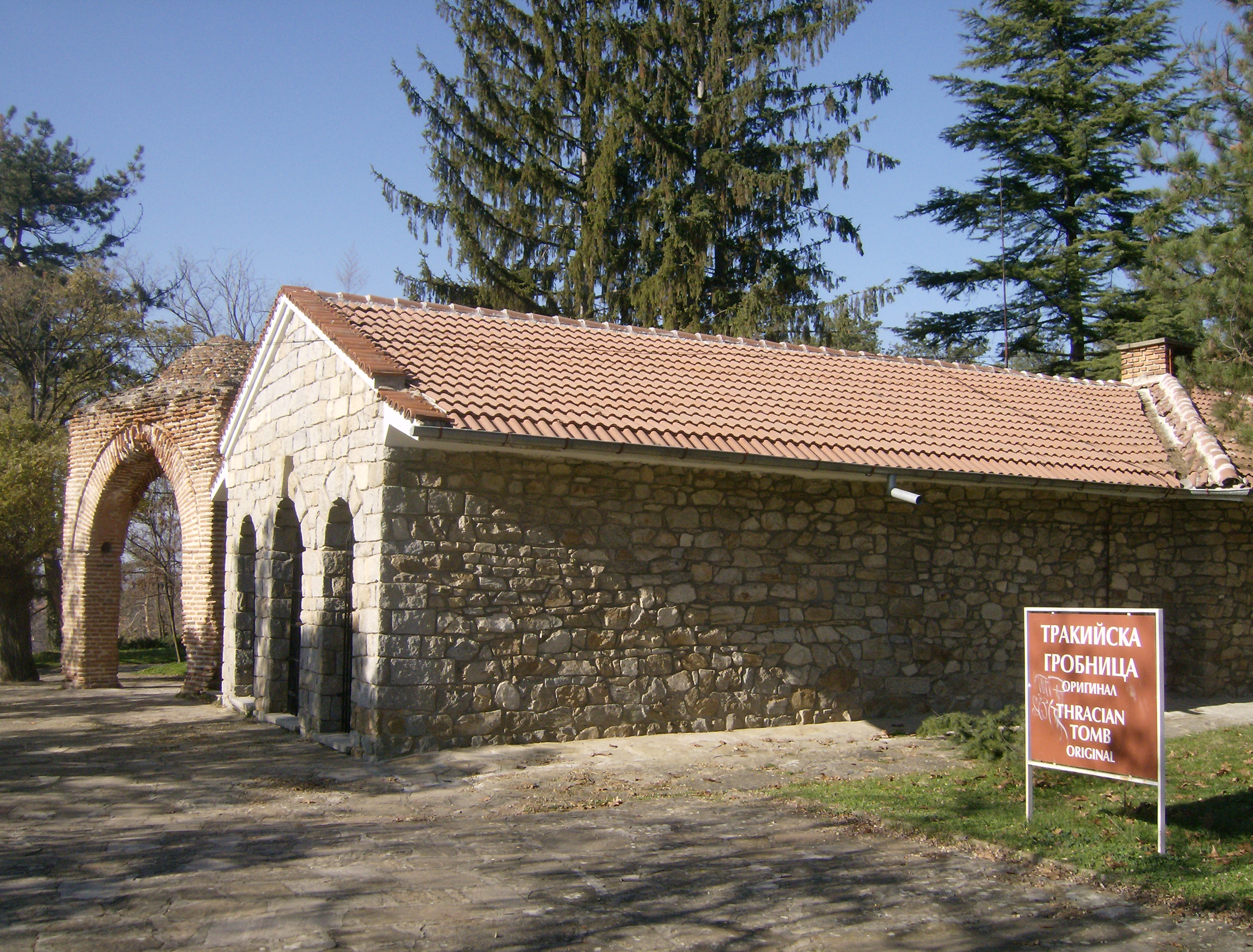
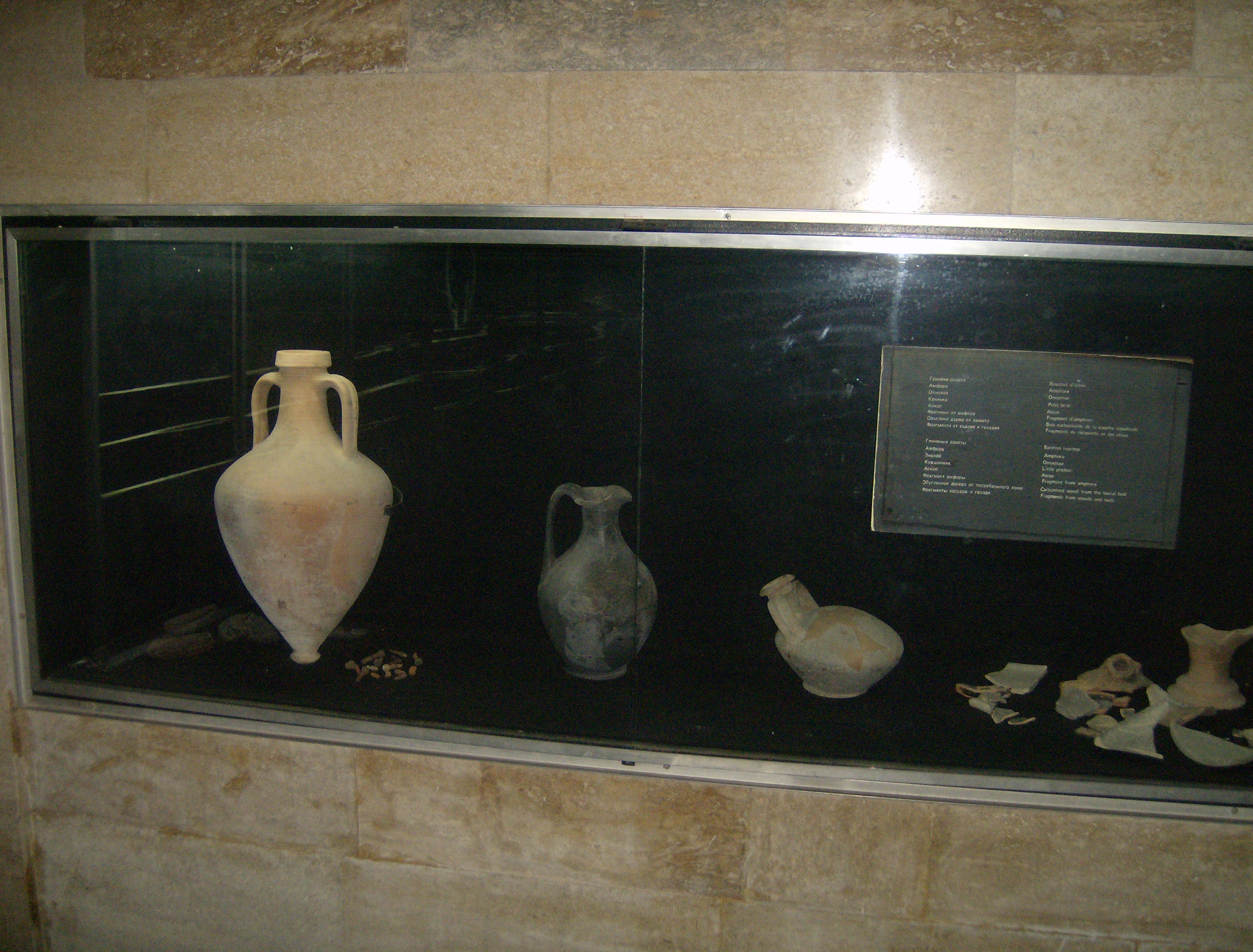
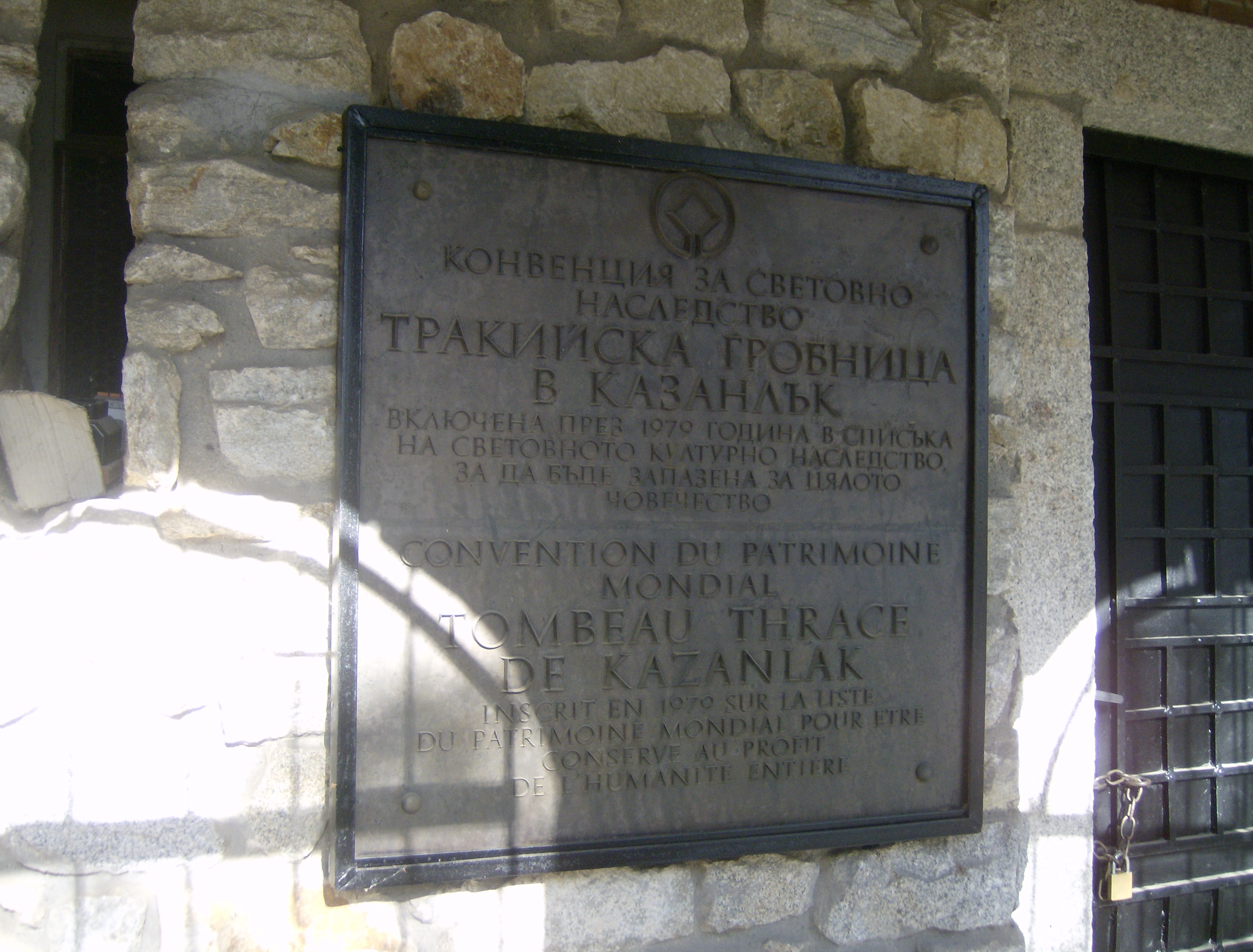
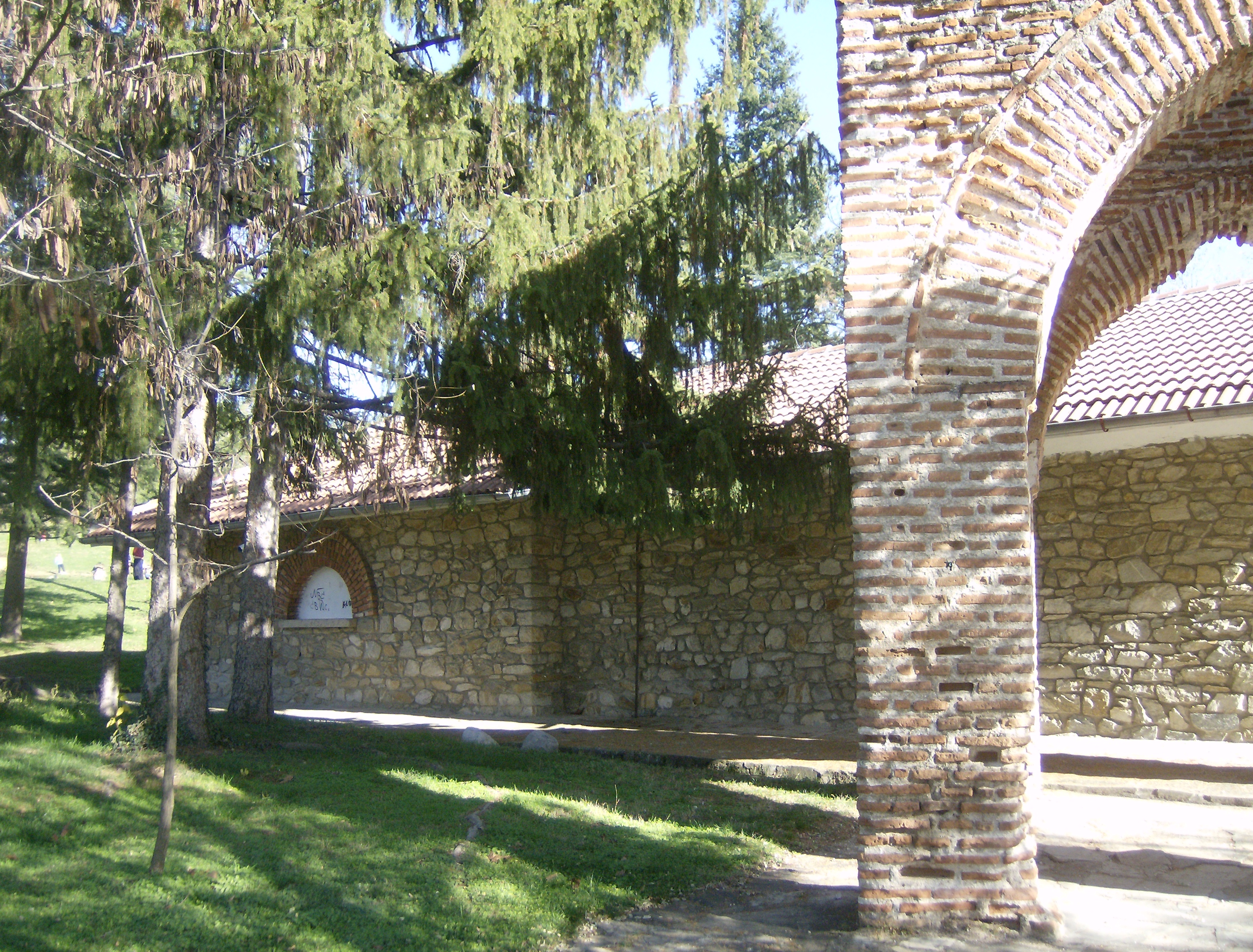
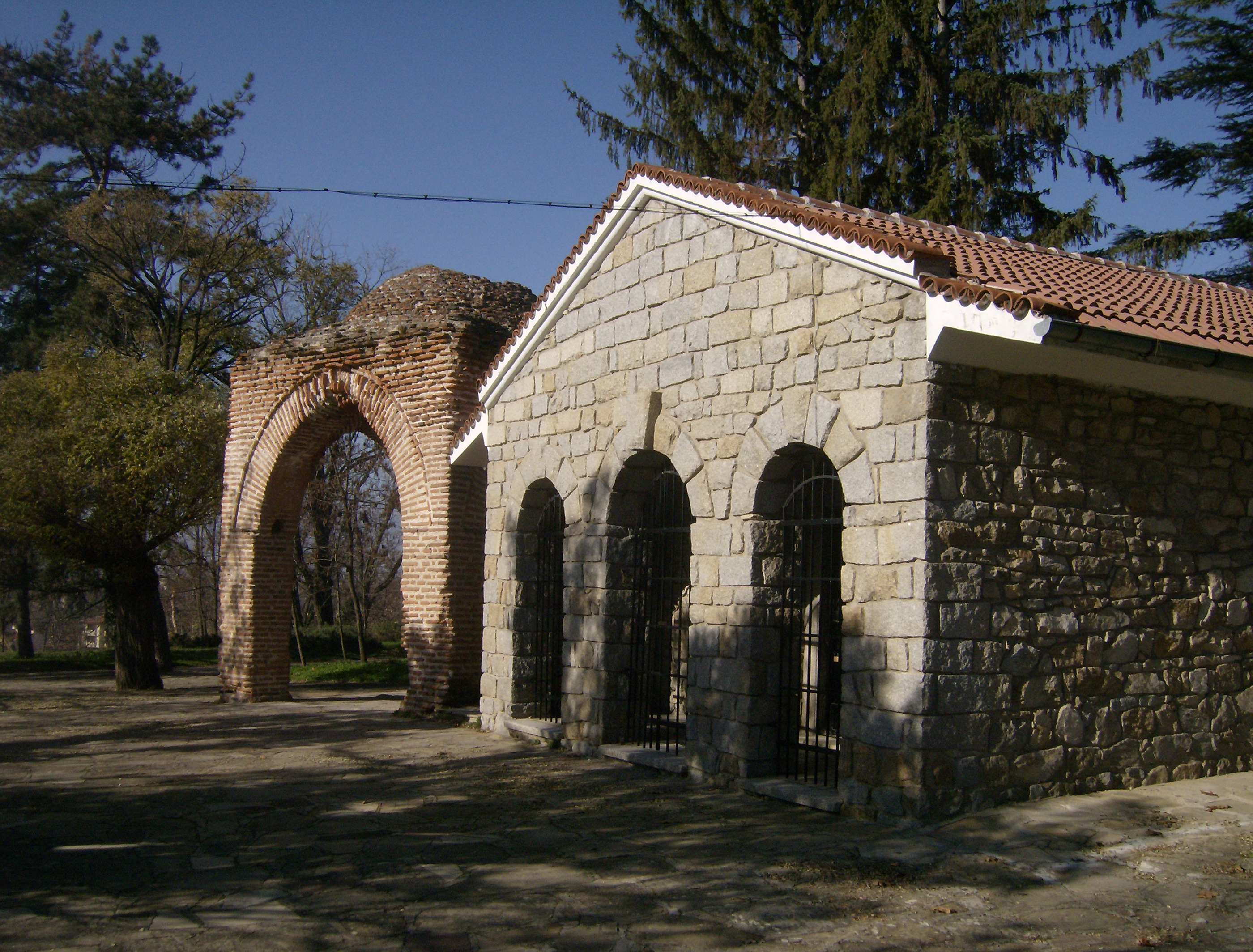